# Torre Guinigi

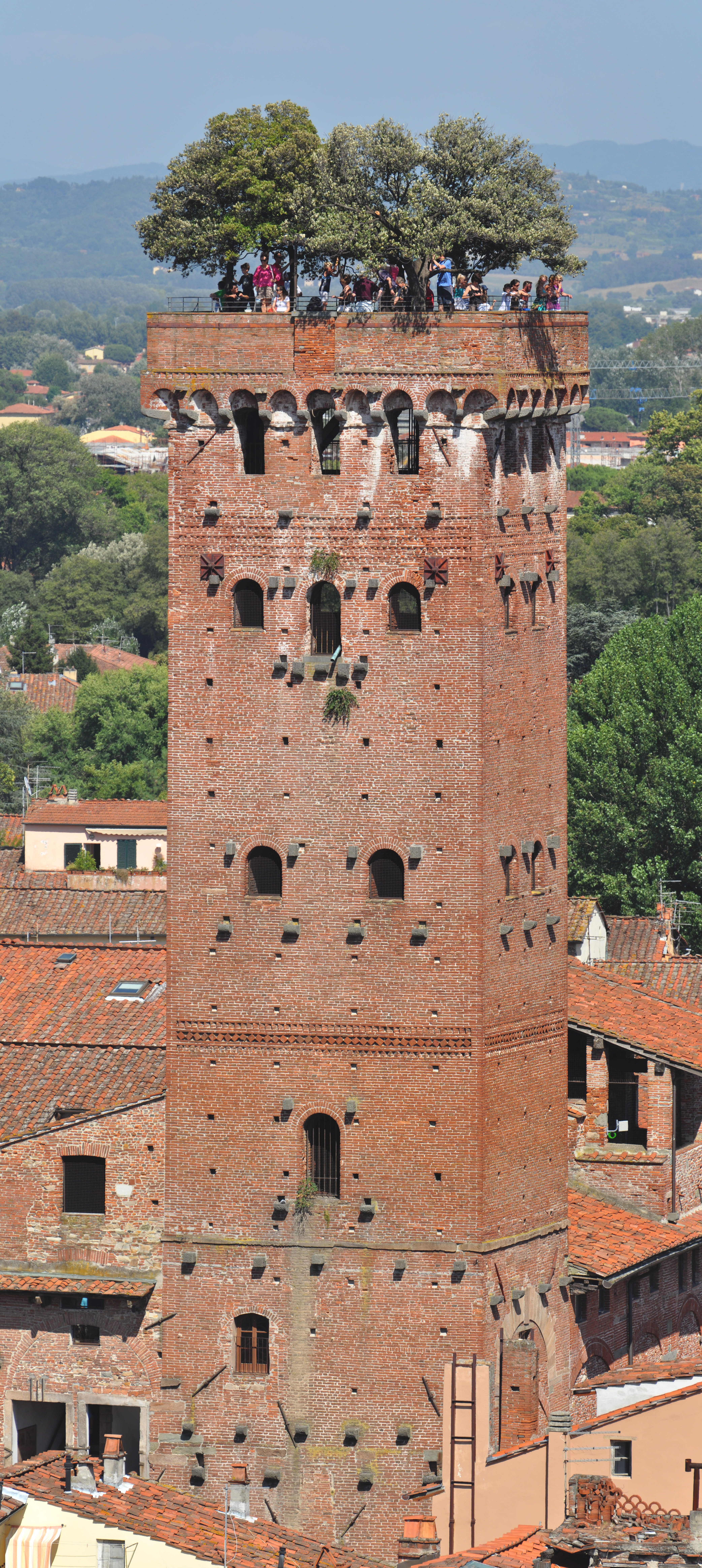
Torre Guinigi (vista a partir da Torre delle Ore)

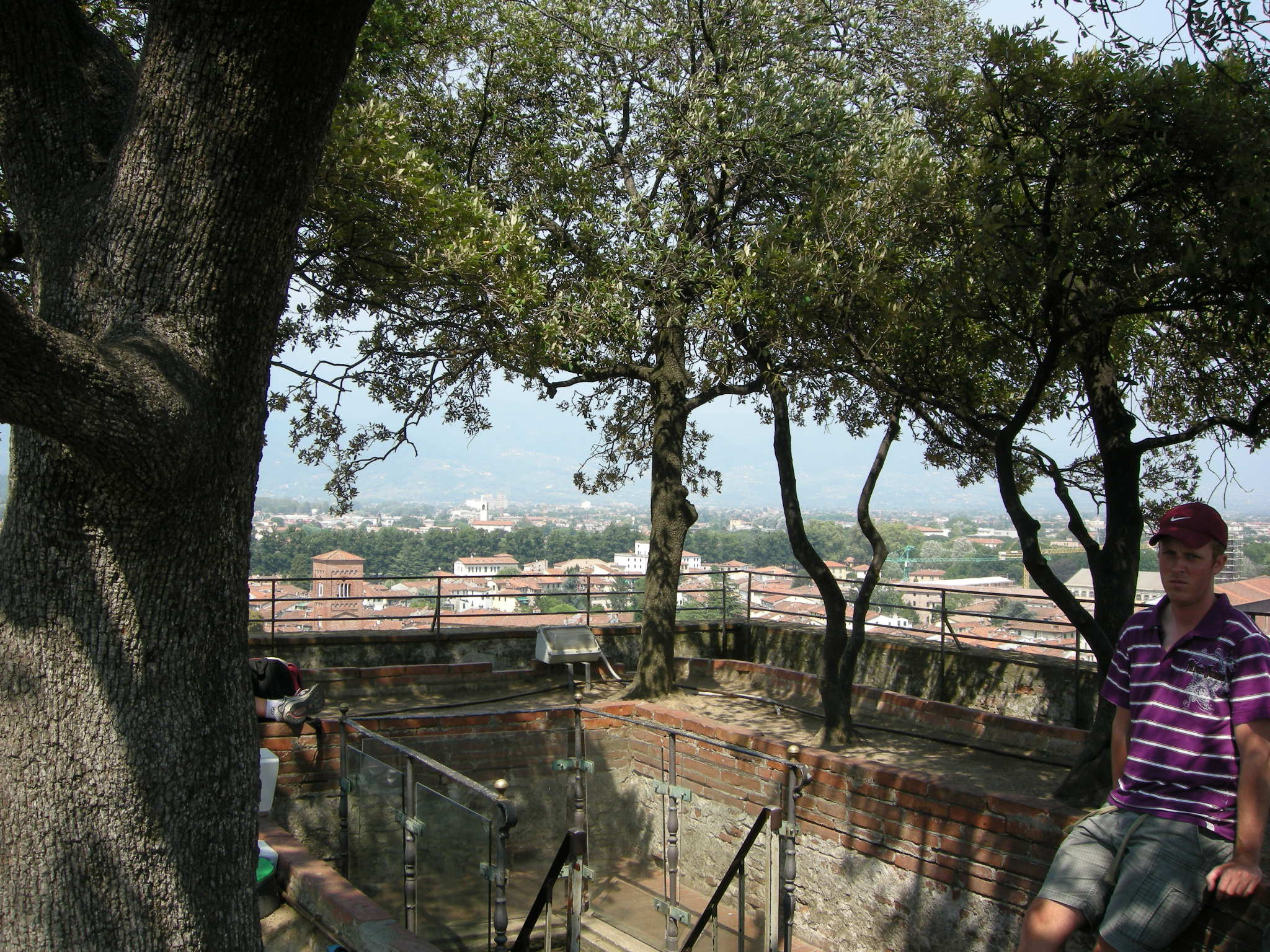
Jardins suspensos no telhado da Torre Guinigi.

A Torre Guinigi é a torre mais importante de Lucca, na Toscana, Itália Central.
É uma das poucas torres remanescentes dentro dos muros da cidade e sua principal característica são os jardins no telhado da torre.
A torre foi doada ao governo pelos descendentes da família Guinigi.